# Saguache
Saguache es un pueblo ubicado en el condado de Saguache en el estado estadounidense de Colorado. En el año 2000 tenía una población de 578 habitantes y una densidad poblacional de 578 personas por km².

## Geografía
Saguache se encuentra ubicada en las coordenadas 38°5′14″N 106°8′29″O / 38.08722, -106.14139.

## Demografía
Según la Oficina del Censo en 2000 los ingresos medios por hogar en la localidad eran de $21 544, y los ingresos medios por familia eran $30 221. Los hombres tenían unos ingresos medios de $24 306 frente a los $17 917 para las mujeres. La renta per cápita para la localidad era de $14 139. Alrededor del 18,7% de la población estaba por debajo del umbral de pobreza.